# Sam-Nujoma-Stadion
Das Sam-Nujoma-Stadion (englisch Sam Nujoma Soccer Stadium) ist ein 2005 in Windhoek, Namibia fertiggestelltes Fußballstadion mit 10.300 Plätzen. Es liegt im Stadtteil Katutura. Die Baukosten betrugen 64 Mio. N$ (ca. 5,5 Mio. €). Seit 2008 verfügt das Stadion, das das modernste Namibias ist, über einen Kunstrasen. Am 8. Juni 2009 wurde das Stadion nach Renovierungsarbeiten am Entwässerungssystem wieder eröffnet.
Im Stadion fanden Spiele der Fußball-Afrikameisterschaft der Frauen 2014 statt.

## Besonderheiten

### Stadionzustand
Am 23. Januar 2015 wurde bekannt, dass aufgrund von Regenfällen Teile der einen Zuschauertribüne abgesackt sein sollen. Die Sanierung des Tribünenteils wurde Mitte Februar 2015 begonnen. Das zuständige Bauunternehmen sprach von einem Fundament, das sich über die Jahre leicht gelöst hätte.
Ende April 2021 wurde auch das Sam-Nujoma-Stadion als unzureichend für internationale Spiele eingestuft. Unter anderem müsste der Kunstrasen erneuert werden.

### Namensverwechslung
Fälschlicherweise wird häufiger angegeben, dass das Independence Stadium einen neuen Namen erhielt, nämlich Sam Nujoma Stadium.